# Veľké Ripňany
Veľké Ripňany é um município da Eslováquia, situado no distrito de Topoľčany, na região de Nitra. Tem 23,68 km² de área e sua população em 2018 foi estimada em 2.042 habitantes.

## Demografia
| Ano:        | 1994 | 2004   | 2014   | 2024   |
| ----------- | ---- | ------ | ------ | ------ |
| Broj ljudi: | 2139 | 2127   | 2120   | 2094   |
| Razlika:    |      | -0,56% | -0,32% | -1,22% |

| Ano:               | 2023 | 2024   |
| ------------------ | ---- | ------ |
| Número de pessoas: | 2079 | 2094   |
| Diferença:         |      | +0,72% |